# Skalka (hrad, okres Cheb)
Skalka (též Pürstenstein či Losburg) je zaniklý hrad na okraji stejnojmenné vesnice u Chebu. Stojí nad levým břehem vodní nádrže Skalka na Ohři. Hrad byl založen ve třináctém století a v polovině patnáctého století zanikl. Jeho pozůstatky jsou od roku 1963 chráněné jako kulturní památka.

## Historie
Ve vesnici stávala tři panská sídla, ale je těžké rozlišit, ke kterému z nich se vztahují písemné prameny. Tvrz Skalka a blíže neznámý objekt označovaný jako Bürgles byly zatopeny přehradní nádrží.
Na konci třináctého století byl majitelem Skalky Jindřich Paulsdorf. Od třicátých let čtrnáctého století patřila rodinám chebských měšťanů. Roku 1356 ji měšťan Mikuláš Huller prodal Rüdigerovi ze Sparnecku, ale ještě téhož roku ji Karel IV. udělil jako léno opět Mikuláši Hullerovi. V době okolo roku 1400 vesnici získali Frankengrünerové. Za nich byl hrad podle chebského kronikáře Schönstettera roku 1451 dobyt chebskými měšťany a zřejmě již nebyl obnoven. Jako panské sídlo ho nejspíše nahradila tvrz připomínaná roku 1540, když Frankengrünerové Skalku prodali městu Cheb.

## Popis
Dispozice hradu byla jednodílná. Přístupnou východní stranu chránil částečně ve skále vytesaný příkop, který je s valovitými zbytky čelního opevnění jediným viditelným pozůstatkem hradu. Z další zástavby hradu se snad dochovalo jen několik jam nejasného stáří, ale František Alexandr Heber v devatenáctém století popsal zbytky zdiva s klenbou.